# William Albert Setchell
William Albert Setchell (ur. 15 kwietnia 1864 w Norwich, zm. 5 kwietnia 1943 w Berkeley) – amerykański botanik i fykolog morski.

## Życiorys
Wcześnie wykazał zainteresowanie przyrodą. Podczas studiów w Norwich Free Academy dużo czasu poświęcał na terenowe wyprawy i poznawanie flory okolic Norwich. Wspólnie z George’em R. Case’em podjęli się przygotowania lokalnej flory obejmującej wszystkie rośliny w promieniu dziesięciu mil. Miały być one ułożone wg sezon kwitnienia. Praca ta został opublikowana w 1883, kiedy wstąpił na Uniwersytet Yale. Setchel znalazł w tym czasie także i opisał stanowisko paproci Asplenium montanum daleko od granicy jej zasięgu. Zwrócił tym na siebie uwagę profesora Daniela Cady Eatona, który udostępnił mu własną bibliotekę i zbiory. W 1890 r. uzyskał stopień doktora biologii i w latach 1888–1891 był asystentem dr W.G. Farlowa i kontynuował badania glonów z rodziny Laminariaceae. W 1890 r. objął stanowisko asystenta biologii na Uniwersytecie Yale, później awansował na stanowisko adiunkta botaniki. W 1895 przeniósł się na Uniwersytet Kalifornijski w Berkeley, gdzie objął stanowisko profesora zwyczajnego i kierownika Katedry Botaniki. Zainicjował serię publikacji botanicznych i założył Zielnik Uniwersytecki oraz ogrody botaniczne. Pozostał tam aż do przejścia na emeryturę w 1934 r.
Setchell został wybrany do Amerykańskiej Akademii Sztuki i Nauki w 1916 r., a w 1919 r. do Amerykańskiego Towarzystwa Filozoficznego i Narodowej Akademii Nauk Stanów Zjednoczonych.

## Praca naukowa
Pod koniec ostatniego roku studiów w Yale Setchell zaczął badania nad glonami. Wspólnie z Frankiem Shipleyem Collinsem i Isaakiem Holdenem zgromadził kolekcje suszonych okazów glonów pod nazwą „Phycotheca Boreali-Americana”. Kolekcja liczyła 46 oprawionych zeszytów (numery 1–2300) i 5 tomów folio. Każdy z zeszytów zawierał 50 ponumerowanych okazów, natomiast folio zawierało 25 okazów. Wśród tysięcy zgromadzonych okazów część stanowiły zbiory innych kolekcjonerów.
Badania Setchella obejmowały taksonomię glonów, grzybów i niektórych roślin okrytonasiennych, a także biogeografię i etnobotanikę, zwłaszcza związaną z glonami morskimi. Pracował m.in. nad takimi zagadnieniami jak rola temperatury w światowym rozmieszczeniu glonów oraz rola wodorostów w tworzeniu się raf. Jeden poboczny projekt wyrósł z jego nałogu palenia: zainteresował się pochodzeniem rodzaju tytoń i przeprowadził pewne badania nad mieszańcami tego rodzaju.
Prawdopodobnie jego najważniejszym wkładem w botanikę amerykańską była wielotomowa praca „Algae of Northwestern America”, będąca wspólnym dziełem jego i botanika Nathanielea Lyona Gardnera. Pierwszy tom wydany przez Uniwersytet Kalifornijski ukazał się w 1903 r., a ostatni w 1925 r. Po przejściu na emeryturę Setchell kontynuował pracę nad projektami botanicznymi aż do swojej śmierci w 1943 roku. Z okazji jego 70. urodzin wydano „Festschrift”, który zawierał eseje, szkic biograficzny i pełną bibliografię. Jego rękopisy, notatki, księgi terenowe i korespondencja są archiwizowane na Uniwersytecie Kalifornijskim.
W naukowych nazwach utworzonych przez niego taksonów dodawane jest skrót jego nazwiska Setch.